# Karen Van Proeyen
Karen Van Proeyen (18 november 1984) is een Belgische atlete, die gespecialiseerd is in de lange afstand. Ze werd viermaal Belgisch kampioene.

## Loopbaan
Van Proeyen werd in 2014 voor het eerst Belgisch kampioene op de 10.000 m. Later dat jaar haalde ze ook de titel op halve marathon. In 2019 en 2022 veroverde ze de Belgische titel op de marathon.
Van Proeyen is aangesloten bij Regio Oost-Brabant Atletiek.

## Belgische kampioenschappen
| Onderdeel      | Jaar       |
| -------------- | ---------- |
| 10.000 m       | 2014       |
| halve marathon | 2014       |
| marathon       | 2019, 2022 |

## Persoonlijke records
Baan
| Onderdeel | Prestatie | Datum           | Plaats     |
| --------- | --------- | --------------- | ---------- |
| 5000 m    | 17.11,40  | 2 augustus 2014 | Ninove     |
| 10.000 m  | 34.57,27  | 5 juni 2021     | Birmingham |

Weg
| Onderdeel      | Prestatie | Datum         | Plaats    |
| -------------- | --------- | ------------- | --------- |
| halve marathon | 1:15.52   | 13 juni 2021  | Gent      |
| marathon       | 2:35.34   | 16 april 2023 | Rotterdam |

## Palmares

### 5000 m
- 2017:  BK AC – 17.43,60

### 10.000 m
- 2014:  BK AC te Naimette-Xhovémont – 36.57,52
- 2016:  BK AC te Duffel – 37.48,73
- 2019:  BK AC te Oudenaarde – 35.06,55

### 12 km
- 2017:  Zandvoort Circuit Run – 44.37

### 10 mijl
- 2014:  Oostende-Brugge Ten Miles – 1:00.44

### halve marathon
- 2014:  BK AC – 1:18.36
- 2021:  halve marathon van Gent - 1:15.52

### marathon
- 2019:  BK AC in Eindhoven – 2:42.13
- 2022: 7e Marathon van Hannover – 2:36.18
- 2022:  BK AC in Eindhoven – 2:36.09
- 2023: 4e BK / 5e Marathon van Eindhoven – 2:34.09[1]

### overige afstanden
- 2020:  Asselronde (25 km) - 1:32.34